# AudioOS
AudioOS is een besturingssysteem ontworpen door Apple Inc. speciaal voor de HomePod en HomePod Mini. Het besturingssysteem is een afgeleide versie van iOS en is speciaal ontworpen om de audio, de virtuele assistent Siri en het scherm op de HomePod aan te sturen.